# Кабань
Каба́нь (каз. Қабан) — село у складі Жамбильського району Північноказахстанської області Казахстану. Входить до складу Первомайського сільського округу.
Населення — 77 осіб (2021; 132 у 2009, 255 у 1999, 348 у 1989).
Національний склад станом на 1989 рік:
- росіяни — 66 %
- казахи — 20 %.